# Thomas Lyon-Bowes, XII conte di Strathmore e Kinghorne
Thomas Lyon-Bowes, XII conte di Strathmore e Kinghorne (St Paul's Walden, 28 settembre 1822 – Glamis, 13 settembre 1865), è stato un nobile britannico.

## Biografia
Thomas Lyon-Bowes era il maggiore dei figli sopravvissuti di Thomas George Lyon-Bowes, Lord Glamis e di sua moglie, Charlotte Grimstead.
Suoi nonni paterni furono Thomas Bowes-Lyon, XI conte di Strathmore e di Kinghorne e della sua prima moglie Mary Elizabeth Louisa Rodney Carpenter. Suoi nonni materni invece furono Joseph Valentine Grimstead e Charlotte Sarah Jane Walsh.
Con la morte del padre il 27 gennaio 1834, Thomas divenne l'erede di suo nonno. Egli ereditò infatti titoli e patrimonio alla morte di quest'ultimo il 27 agosto 1846.
Il 30 aprile 1850, il conte di Strathmore sposò Charlotte Maria Barrington. Ella era figlia di William Keppel Barrington, VI visconte Barrington e di sua moglie Jane Elizabeth Liddell.
Questa unione non ebbe però figli e come tale, alla sua morte, Thomas venne succeduto dal fratello minore Claude Bowes-Lyon, che divenne XIII conte di Strathmore e Kinghorne.

## Ascendenza
|                                                           |                      |                          | Genitori                |  |  | Nonni |  |  | Bisnonni                                               |  |  | Trisnonni                                             |  |
|                                                           |                      |                          |                         |  |  |       |  |  | 8. John Lyon-Bowes, IX conte di Strathmore e Kinghorne |  |  | 16. Thomas Lyon, VIII conte di Strathmore e Kinghorne |  |
|                                                           |                      |                          |                         |  |  |       |  |  | 8. John Lyon-Bowes, IX conte di Strathmore e Kinghorne |  |  | 16. Thomas Lyon, VIII conte di Strathmore e Kinghorne |  |
|                                                           |                      | 17. Jean Nicholson       |                         |  |  |       |  |  | 8. John Lyon-Bowes, IX conte di Strathmore e Kinghorne |  |  |                                                       |  |
| 4. Thomas Lyon-Bowes, XI conte di Strathmore e Kinghorne  |                      |                          |                         |  |  |       |  |  | 8. John Lyon-Bowes, IX conte di Strathmore e Kinghorne |  |  |                                                       |  |
|                                                           |                      | 9. Mary Eleanor Bowes    | 18. sir George Bowes    |  |  |       |  |  |                                                        |  |  |                                                       |  |
|                                                           |                      | 9. Mary Eleanor Bowes    | 18. sir George Bowes    |  |  |       |  |  |                                                        |  |  |                                                       |  |
|                                                           |                      | 9. Mary Eleanor Bowes    | 19. Mary Gilbert        |  |  |       |  |  |                                                        |  |  |                                                       |  |
| 2. Thomas George Lyon-Bowes, lord Glamis                  |                      | 9. Mary Eleanor Bowes    |                         |  |  |       |  |  |                                                        |  |  |                                                       |  |
|                                                           |                      | 10. George Carpenter     | 20. George Carpenter    |  |  |       |  |  |                                                        |  |  |                                                       |  |
|                                                           |                      | 10. George Carpenter     | 20. George Carpenter    |  |  |       |  |  |                                                        |  |  |                                                       |  |
|                                                           |                      | 10. George Carpenter     | 21. Martha Cox          |  |  |       |  |  |                                                        |  |  |                                                       |  |
| 5. Mary Elizabeth Louisa Rodney Carpenter                 |                      | 10. George Carpenter     |                         |  |  |       |  |  |                                                        |  |  |                                                       |  |
|                                                           |                      | 11. Mary Elizabeth Walsh | 22. John Walsh (= 14)   |  |  |       |  |  |                                                        |  |  |                                                       |  |
|                                                           |                      | 11. Mary Elizabeth Walsh | 22. John Walsh (= 14)   |  |  |       |  |  |                                                        |  |  |                                                       |  |
|                                                           |                      | 11. Mary Elizabeth Walsh | 23. Elizabeth N. (= 15) |  |  |       |  |  |                                                        |  |  |                                                       |  |
| 1. Thomas Lyon-Bowes, XII conte di Strathmore e Kinghorne |                      | 11. Mary Elizabeth Walsh |                         |  |  |       |  |  |                                                        |  |  |                                                       |  |
|                                                           | 12. Thomas Grimstead | 24. Valentine Grimstead  |                         |  |  |       |  |  |                                                        |  |  |                                                       |  |
|                                                           | 12. Thomas Grimstead | 24. Valentine Grimstead  |                         |  |  |       |  |  |                                                        |  |  |                                                       |  |
|                                                           | 12. Thomas Grimstead | 25. Elizabeth Langley    |                         |  |  |       |  |  |                                                        |  |  |                                                       |  |
| 6. Joseph Valentine Grimstead                             | 12. Thomas Grimstead |                          |                         |  |  |       |  |  |                                                        |  |  |                                                       |  |
|                                                           |                      | 13. Eleanor Creswick     | 26. Joseph Creswick     |  |  |       |  |  |                                                        |  |  |                                                       |  |
|                                                           |                      | 13. Eleanor Creswick     | 26. Joseph Creswick     |  |  |       |  |  |                                                        |  |  |                                                       |  |
|                                                           |                      | 13. Eleanor Creswick     | 27. Elizabeth Lautol    |  |  |       |  |  |                                                        |  |  |                                                       |  |
| 3. Charlotte Grimstead                                    |                      | 13. Eleanor Creswick     |                         |  |  |       |  |  |                                                        |  |  |                                                       |  |
|                                                           |                      | 14. John Walsh           | …                       |  |  |       |  |  |                                                        |  |  |                                                       |  |
|                                                           |                      | 14. John Walsh           | …                       |  |  |       |  |  |                                                        |  |  |                                                       |  |
|                                                           |                      | 14. John Walsh           | …                       |  |  |       |  |  |                                                        |  |  |                                                       |  |
| 7. Charlotte Walsh                                        |                      | 14. John Walsh           |                         |  |  |       |  |  |                                                        |  |  |                                                       |  |
|                                                           |                      | 15. Elizabeth N.         | …                       |  |  |       |  |  |                                                        |  |  |                                                       |  |
|                                                           |                      | 15. Elizabeth N.         | …                       |  |  |       |  |  |                                                        |  |  |                                                       |  |
|                                                           |                      | 15. Elizabeth N.         | …                       |  |  |       |  |  |                                                        |  |  |                                                       |  |
|                                                           |                      | 15. Elizabeth N.         |                         |  |  |       |  |  |                                                        |  |  |                                                       |  |